# V・O・マールィシェウ記念工場
V・O・マールィシェウ記念工場（ウクライナ語: Завод імені В.О. Малишева）は、ハリコフ機関車工場(KhPZ)が前身となる、ウクライナのハルキウに存在する州立の重工業の製造所である。この名前は、ソ連の政治家ヴャチェスラフ・マルィシェフから名前が付けられている。この工場は、ディーゼルエンジン、農業機械、石炭採掘機械、砂糖精製機械、風力発電所の設備を作っているが、最も有名なのがソ連の戦車の製造である。これらの戦車には、高速戦車であるBT戦車や、第二次世界大戦で有名なT-34戦車、冷戦中のT-64やT-80、最近のウクライナの後継戦車のT-84がある。
工場は、モロゾフ設計局(KMDB)と非常に密接な関係が有り、KMDBは軍事向けの装甲戦闘車両(AFV)の設計を行なっている。
工場は何度か名称を変更しており、英語(及び英語を介した日本語)への翻訳では、ロシア語のzavodを、工場(factory)や、生産工場(plant)、製造所(works)等とかかれる場合がある。ウクライナの都市、ハルキウ(Kharkiv)は、ロシア語でハリコフ(Kharkov)と呼ばれる。

## 歴史

### 概要
- 1895年―ハリコフ蒸気機関車工場(Харьковский паровозостроительный завод, ХПЗ)の設立
- 1923年―コムナールトラクターの製造ラインが作られる。
- 1928年―コミンテルン記念ハリコフ蒸気機関車工場(Харьковский паровозостроительный завод имени Коминтерна)に名称を変更。戦車の設計局が設立される。
- 1936年―第183工場に名称変更。
- 1941年―ウラルのニージュニイ・タギールへ移動。ウラル車輌工場(現ウラルヴァゴンザヴォート)と統合され、第183ウラル戦車工場となる。
- 1945年―ハリコフにおいて製造を再開、第75ハリコフ・ディーゼル工場と名称変更。
- 1957年―マールィシェフ記念工場(Завод имени В.А. Малышева)に名称変更。

### 詳細

#### 設立・第二次世界大戦
ハリコフ蒸気機関車工場（ハリコフ機関車工場、KhPZ)はロシア帝国の鉄道技術者の約20%が集まって創設された。ロシア革命が終わりソビエト政府がウクライナに作られると、工場はトラクターの設計と製造を初め、1927年以降には戦車の設計製造を始めた。レニングラードのボリシェヴィキ工場とKhPZはソビエトで最初に設立された2つの戦車工場であり、1922年のラパッロ条約のもとドイツの支援により最新化された。
1928年に戦車設計局が工場に設立された。その一部は、それまで作られた戦車の一部に対して責任を持ち、後に、モロゾフ設計局となった。KhPzは24台のT-24戦車を設計生産を行い、その後、約8千台のBT戦車を製造した。また、多砲塔戦車T-35を少数製造した。
ソビエトへのドイツ軍侵攻までの短い間、KhPZはT-34のシリーズの生産を開始した。T-34は第二次世界大戦で最も生産され、間違いなく最高の戦車である。生産は1940年6月にハリコフで開始され、後に最終組立工場としてスターリングラードにあるスターリングラード・トラクター工場とゴーリキーにある第112クラスノエソルモウォ工場も加わった。1941年にドイツ軍の前進に伴い、ハリコフ蒸気機関車工場と設計部門はウラル山脈へ避難した。工場はニジニ・タギルにあるウラル車輌工場と統合され、第183ウラル戦車工場となった。

#### 戦後・冷戦期
ハリコフを奪還した際に、1945年に新しいT-44 戦車の生産が始まり、T-54の最初の試作品が作られた。戦後、設計局と工場は、徐々に全ての業務をウクライナに戻していった。T-54の生産は、1947-48年にウラルとハリコフで行なわれ、1951年にはウクライナへの移動が完了し、ハリコフに設計局がKB-60Mという名称で再度設立された。第183工場の名前はニジニ・タギルに残され、ハリコフの工場は第75工場と呼ばれ、後の1957年にマールィシェフ記念工場へ名称変更された。戦車のエンジンの組み立てと、後にT-54、T-55 (1958年に最も製造された戦車)、T-64(1967年)の製造を行なった。T-64は、レニングラードのキーロフ工場とウラル車輌工場で組み立てられた。1960年代、設計局は、OT-54、OT-55火炎放射器戦車を設計し、生産はオムスク輸送機器製造工場で行なわれた。
高性能なガスタービンエンジンを搭載したT-80を1983年より生産し、ディーゼルエンジンに変更した派生形であるT-80UDを1985年より生産した。

#### ウクライナ独立後
マールィシェウ工場の100万平方メートルの敷地で、1991年800台の戦車が作られた。しかし、パキスタンへT-80UD戦車を320台販売するという契約を6.5億ドルで結んだ時、ソ連から分離後であったため苦渋に耐えるしかなく、1996年まで46台の戦車のみしか製造できなかった。これは、ソ連に配置された軍需工場はその一部の工程をロシアの工場に依存していたためで、この契約を満たすことは困難であった。これを受けて構成部品の完全な国産化が至急の命題となった。また、ロシアの政治的な妨害が地方の成長を阻害し、T-84戦車の設計にも影響を与えた。
他のウクライナの工場と異なり、マールィシェウは外国政府と直接接触し交渉することは許されていなかった。これに代わる部門が、政府の武器輸出入会社であるウクルスペッツエクスポールトであった。1999年7月マールィシェウ工場は輸出業に関する関係を否定したが、この年の11月にレオニード・クチマ大統領の命令によって、輸出に関する権利を得た。これは、ハルキウ州の選挙を考えての動きであった。マールィシェウ工場はウクライナ装甲車両（Ukrainian Armored Vehicles)と呼ばれる、輸出の企業で形成する組合34社の代表となった。
マールィシェウはトルコ、ギリシア、マレーシアへ主力戦車ヤタハーンのデモをおこない、中国製の アル・ハーリド戦車のエンジンの供給も行なった。2000年9月には、アラブ首長国連邦のソ連製の戦車や装甲兵員輸送車(APC)の最新化に関しての契約を行なった。マールィシェウ工場はポーランドの農業コンバインの製造会社であるビゾン社(Bizon)部品の供給を行なっている。